# 孟瑛
孟瑛（1383年—1445年），中書省濟南路無棣縣（今山東省無棣縣）人，明朝軍事將領。保定侯。孟善之子。

## 生平
永乐年间，孟瑛跟从朱棣北伐，担任左军，监督兵饷运输。明仁宗即位后，担任左參將，鎮守交趾。后因其庶兄孟賢在永乐年间谋立朱高燧事而连坐，爵位被夺、毁铁券，戍边云南。宣德六年放还，在宣府担任事官。明英宗即位后，授京衛指揮使。死后，其子孟俊继承官职。